# Ходулочниковый песочник
Ходулочниковый песочник, ходулочниковый зуёк, или длинноногий зуёк (лат. Calidris himantopus, лат. Micropalama himantopus) — птица семейства бекасовых. Гнездится в арктических и мохово-лишайниковых тундрах на территории Северной Америки. Большая часть птиц зимует в Южной Америке, остальные — на юге США, в Мексике, Центральной Америке и Вест-Индии. Случайные залёты известны в Западной Европе, Японии и Австралии.
Вне размножения ходулочникого песочника чаще всего можно встретить на грязевых мелководьях пресноводных водоёмов, где он кормится в одиночку либо образует смешанные стаи с другими куликами.
Систематическое положение этого кулика противоречиво, часть орнитологов выделяют его в монотипический род Micropalama. Некоторые морфологические черты, такие как искривлённый клюв, тонкая изящная шея, длинные ноги и белое подхвостье, говорят о родстве этой птицы с краснозобиком. С другой стороны, налицо яркие отличия от других песочников, среди которых особо подчёркивают способ добывания корма, который скорее типичен для бекасовидных веретенников. Стоя по брюшко в воде, птица быстро «строчит» клювом по воде, что по форме напоминает работу швейной машинки.

## Описание

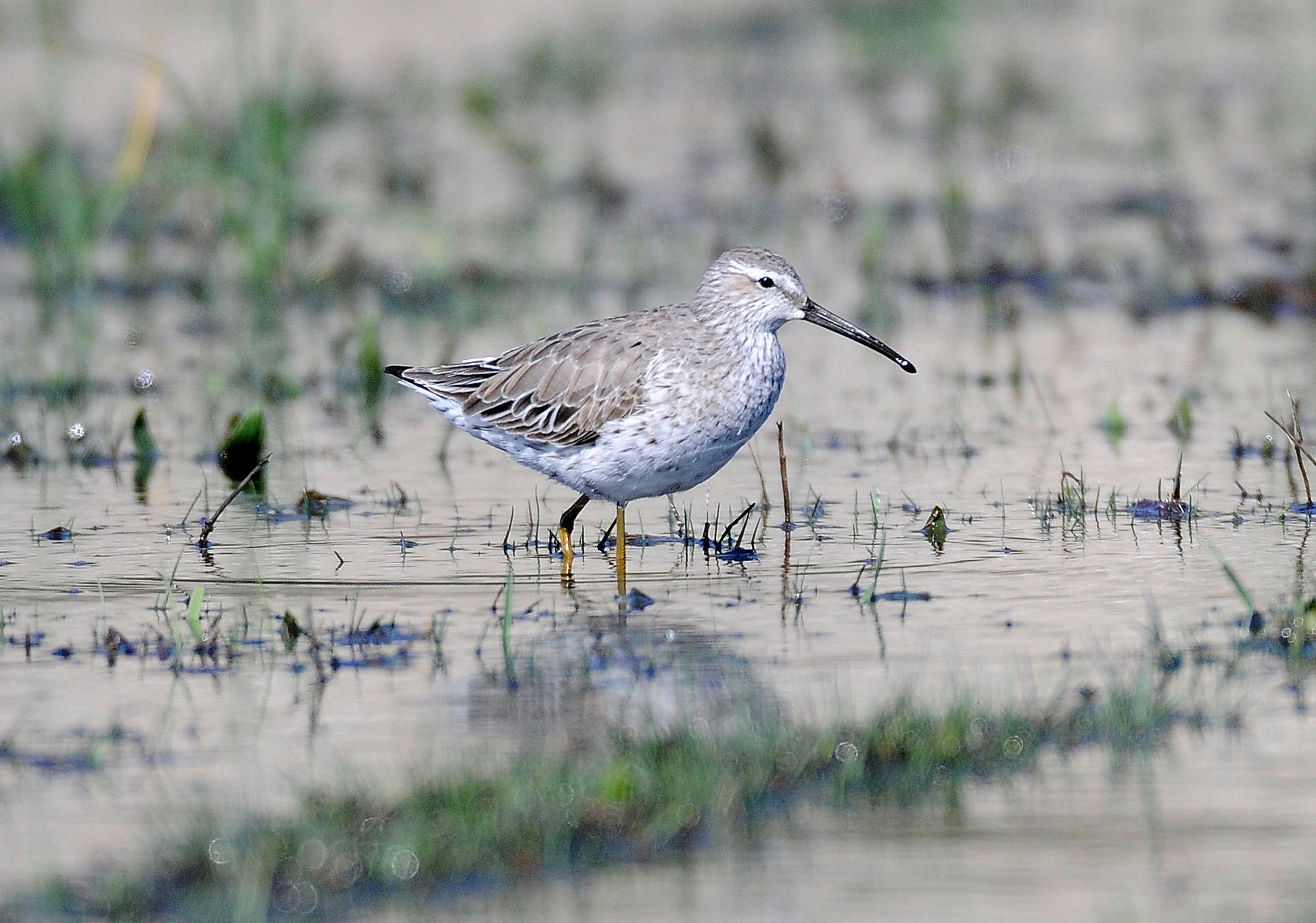
В зимнем пере

Среднего размера кулик с длинным, загнутым на конце клювом и относительно длинными ногами жёлтого цвета. В пределах гнездового ареала определение вида обычно не вызывает затруднений, однако его можно спутать с краснозобиком, который гнездится в Сибири. У ходулочникового песочника голова имеет скорее продолговатую, чем округлую, форму; его ноги длиннее, клюв толще и изогнут в меньшей степени. Сложенные крылья слегка выступают за обрез хвоста. Кроме ходулочникого песочника, жёлтые ноги также у желтоногого и пёстрого улитов. Оба эти вида имеют прямой клюв и отличный рисунок оперения. Общая длина 18—23 см, размах крыльев 38—47 см, вес 40—70 г.
В гнездовой период ходулочниковый песочник обладает пёстрой окраской, в которой в различной пропорции смешаны коричневые, каштаново-рыжие, чёрные, серые и белые тона. Отличительными характеристиками вида являются хорошо развитая белая надбровная полоса, наличие рыжих перьев на затылке и щеках, белое подхвостье и серебристо-серый хвост. Белое зеркало на крыле, как у других песочников, отсутствует. Зимой песочник мало отличается от других куликов, его неброский внешний вид описывают как нечто среднее между бекасовидными веретенниками и улитами. Буровато-серый верх и беловатый низ дополняют серые пестрины на передней части шеи, груди и боках, частота и размер которых увеличивается сверху вниз. Этот вид также отличают очень длинные ноги, давшие латинское, русское и английское видовые названия.

## Распространение
Две разрозненные популяции. Одна из них гнездится вдоль арктического побережья Северной Америки от населённого пункта Барроу (северная Аляска, район Прудо-Бэй) к востоку до острова Виктория и губы Франклин-Бэй. Вторая популяция распространена вдоль западных берегов Гудзонова залива от района Кивалик (Нунавут) к югу до мыса Генриетты-Марии (Cape Henrietta Maria, северный Онтарио). Перелётный вид, осенью большая часть птиц перемещается в центральные области Южной Америки от Перу и Чили к востоку до Аргентины и южной Бразилии. В меньшем количестве зимует в южной Калифорнии, вдоль побережья Калифорнийского залива, в устье реки Рио-Гранде, южной Флориде и на островах Карибского моря. Основные пути миграции лежат через центральные области континента западнее долины реки Миссисипи, там же отмечены традиционные места длительных остановок на линьку.
Типичный гнездовой биотоп — открытый, относительно сухой участок тундры на возвышенном месте возле воды посреди осоки. Часто гнездится недалеко от границы древесной растительности. На пролёте и в местах зимовок придерживается болот, временных разливов, мелководных луж и прудов, заболоченных мелководий тихих морских заливов. На открытых песчаных пляжах встречается крайне редко.

## Питание

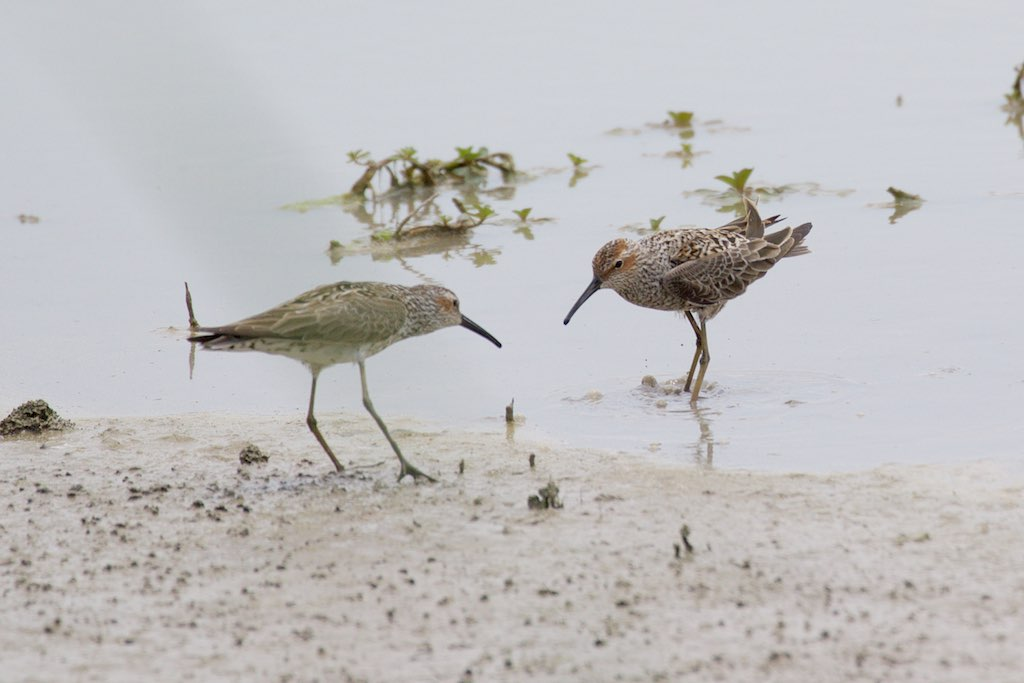
Два ходулочниковых песочника, видны характерные очень длинные ноги, позволяющие добывать корм на больших глубинах.

В период размножения питается преимущественно имаго и личинками плавунцов и двукрылых (мух, комаров), водяными клопами и другими насекомыми, а также улитками. На пролёте и зимних станциях помимо животной пищи до трети кормов составляют семена, листья и корневища водных растений. В поисках корма песочник бродит по мелководью или среди илистых отложений. Заметив добычу, он склёвывает её быстрым вертикально направленным движением клюва, как у бекасовидных веретенников. Известно, что взрослые птицы неплохо держатся на воде, однако корм на плаву не добывают.

## Размножение
Ходулочниковые песочники чаще всего приступают к размножению, начиная двухлетнего возраста, но могут и с годовалого. Первыми в конце мая или начале июня в тундру прибывают самцы, которые быстро занимают гнездовые участки. Выбранное место часто находится в непосредственной близости от гнездовий других куликов, однако в отношении своего вида песочники придерживаются принципа строго охраняемой территории. Её площадь в среднем составляет около 8 гектар, однако при наиболее благоприятных условиях может не превышать одного гектара. Токовое поведение самца проявляется в демонстративном полёте кругами на высоте 20—60 м, длительность которого обычно не превышает нескольких минут и сопровождается ритмичными криками. Сам полёт представляет собой чередование зависаний на одном месте с трепетаньем крыльев и скольжений. Самцы также нередко с криками преследуют самок.
Для песочников характерны одни и те же районы размножения, в которые они прилетают ежегодно. По этой причине, несмотря на дальность перелёта и отличные места зимовок, птицы часто формируют пару с тем же партнёром, что и в предыдущий сезон.
Местом для гнезда служит относительно открытый и сухой участок тундры возле воды — например, осоковая кочка посреди болота. Самец делает несколько углублений в мягком грунте и демонстрирует их самке. В выбранную ямку добавляются кусочки мха, стебельки осоки и других трав. В кладке 4 зеленоватых с бурыми крапинами яйца. Насиживают обе птицы пары 19—21 день. Птенцы вполне самостоятельны уже спустя несколько часов после появления на свет — добывают себе корм, прячутся от хищников, преодолевают лужи и вялотекущие потоки. Роль родителей в основном сводится к выводу на водоём и обогреву в холодные ночи. Самка оставляет выводок примерно через неделю после вылупления, самец через 10—14 дней — ещё до того, когда птенцы встанут на крыло. Вылет птенцов в возрасте 17—18 дней.